# Еріх фон Боген
Еріх фон Боґен (нім. Erich von Bogen; 14 серпня 1883, Позен — 3 вересня 1972, Емден) — німецький офіцер, генерал-лейтенант вермахту.

## Звання
- Фенріх (8 жовтня 1913)
- Лейтенант (19 червня 1914)
- Оберлейтенант (16 вересня 1917)
- Гауптман (1 серпня 1925)
- Майор (1 травня 1934)
- Оберстлейтенант (1 жовтня 1936)
- Оберст (1 червня 1939)
- Генерал-майор (1 лютого 1943)
- Генерал-лейтенант (1 липня 1944)

## Нагороди

### Перша світова війна
- Залізний хрест 2-го і 1-го класу
- Ганзейський Хрест (Гамбург)
- Нагрудний знак «За поранення» в чорному

### Міжвоєнний період
- Почесний хрест ветерана війни з мечами
- Медаль «За вислугу років у Вермахті» 4-го, 3-го, 2-го і 1-го класу (25 років)

### Друга світова війна
- Застібка до Залізного хреста 2-го і 1-го класу
- Почесна застібка на орденську стрічку для Сухопутних військ (7 квітня 1944) — як генерал-майор і командир 302-ї піхотної дивізії.